# Granice oceanów
Granice oceanów – granice pomiędzy poszczególnymi oceanami przyjęto zgodnie z wytycznymi Międzynarodowej Organizacji Hydrograficznej:
1. Ocean Atlantycki – Ocean Arktyczny → przebiega włączając do Atlantyku: Morze Norweskie, Cieśninę Duńską, Cieśninę Davisa oraz Morze Labradorskie – natomiast do Oceanu Arktycznego włączając Morze Barentsa, Morze Grenlandzkie, Morze Baffina, akweny Archipelagu Arktycznego oraz Zatokę Hudsona;
2. Ocean Atlantycki – Ocean Spokojny → granica przebiega wzdłuż południka 67°14'W dzieląc na dwie części akwen Cieśniny Drake’a;
3. Ocean Atlantycki – Ocean Indyjski → przebiega od Przyladka Igielnego, na południe od Afryki wzdłuż południka 20°E;
4. Ocean Atlantycki – Ocean Południowy → granica przebiega wzdłuż równoleżnika 60°S dzieląc na części Morze Scotia oraz akwen Cieśninę Drake’a;
5. Ocean Indyjski – Ocean Południowy → granica przebiega wzdłuż równoleżnika 60°S;
6. Ocean Indyjski – Ocean Spokojny → granica przebiega od Tasmanii na południe wzdłuż południka 146°55'E, a Cieśnina Bassa. Morze Timor, indonezyjskie morza wewnętrzne oraz Cieśnina Malakka Wielka Zatoka Australijska oraz Morze Andamańskie należą do Oceanu Indyjskiego;
7. Ocean Spokojny – Ocean Południowy → granica przebiega wzdłuż równoleżnika 60°S;
8. Ocean Spokojny – Ocean Arktyczny → przebiega między Cieśniną Beringa należącą do Pacyfiku i Morzem Czukockim należącym do Oceanu Arktycznego.